# Trupbach
Trupbach ist ein Stadtteil von Siegen.

## Geografie
Trupbach liegt im Tal der Alche auf einer Höhe zwischen 260 und 330 m Höhe. Von Norden kommend mündet der knapp 3 km lange Trupbach im Ort in diese. Höchste Erhebung in der Gemarkung ist der Kirrberg mit 395,6 m Höhe im äußersten Nordosten der Gemarkung, etwa 2 km vom Ort entfernt. Weitere Berge sind der 394,2 m hohe Bastenberg im Osten, der Hammel mit 381,2 m Höhe nordöstlich des Ortes oder der 349,5 m hohe Wurmberg im Westen.
Trupbach grenzt im Südwesten an Seelbach, im Südosten an Siegen, im Nordosten an Birlenbach und im Norden an Langenholdinghausen sowie der Freudenberger Stadtteil Alchen im Westen. Trupbach und Seelbach sind nicht, wie oft angenommen, durch die Landstraße 562 voneinander getrennt. Die Gemarkungsgrenze verläuft am Ende des Seelbacher Weges (Trupbach) und von dort in einem kurzen Einschnitt in Richtung Osten südöstlich über Alche und Straße und von dort neben der katholischen Heilig-Geist-Kirche in Seelbach vorbei auf die Höhe. Nordwestlich vom Dorf liegt das Naturschutzgebiet Heiden und Magerrasen bei Trupbach.

## Geschichte
| Jahr   | 1563 | 1707 | 1818 | 1939 | 1981 |
| ------ | ---- | ---- | ---- | ---- | ---- |
| Häuser | 15   | 21   | 26   | 172  | 480  |

1389 wurde Trupbach zum ersten Mal urkundlich erwähnt. Bereits um 900 befand sich an der Stelle des Ortes ein Hof. 1563 wohnten in Trupbach 95 Menschen in 15 Häusern. Im Ort steht das älteste datierte Fachwerkgebäude auf dem Gebiet der Stadt Siegen. Es wurde am 17. Mai 1611 aufgeschlagen. In den Jahren 1670/71 wurde die erste Schulkapelle im Ort errichtet. 1739 wurde die Kapellenschule, die heutige Alte Schule, gebaut. Bereits 1860 wurde die Freiwillige Feuerwehr gegründet.
Oberhalb von Trupbach wurde 1936 ein Truppenübungsplatz angelegt. Dieser wurde von 1945 bis 1994 von belgischen Streitkräften genutzt, die in Siegen stationiert waren.
Bis zur kommunalen Neugliederung am 1. Juli 1966 gehörte der Ort dem Amt Weidenau an und wurde in die Stadt Siegen eingegliedert.

### Einwohnerzahlen
Einwohnerzahlen des Ortes:
| Jahr | Einwohner |
| ---- | --------- |
| 1563 | 95        |
| 1707 | 145       |
| 1818 | 175       |
| 1885 | 465       |
| 1895 | 519       |
| 1905 | 610       |
| 1910 | 680       |

| Jahr | Einwohner |
| ---- | --------- |
| 1925 | 854       |
| 1933 | 972       |
| 1939 | 1019      |
| 1950 | 1359      |
| 1961 | 1671      |
| 1981 | 2222      |
| 1994 | 2151      |

| Jahr | Einwohner |
| ---- | --------- |
| 2001 | 2169      |
| 2004 | 2020      |
| 2006 | 1992      |
| 2008 | 1964      |
| 2009 | 1966      |
| 2010 | 1928      |
| 2011 | 1883      |

| Jahr | Einwohner |
| ---- | --------- |
| 2012 | 1841      |
| 2013 | 1831      |
| 2014 | 1869      |
| 2015 | 1813      |
| 2016 | 1820      |

## Infrastruktur
Trupbach liegt an der Landstraße 562, die Siegen mit Freudenberg verbindet. Im Ort zweigt die Kreisstraße 8 nach Birlenbach ab. An die Bundesautobahn 45 ist der Ort über die Abfahrt Freudenberg angeschlossen. Der nächste Bahnhof befindet sich in Siegen. Industrie findet man in Trupbach in der Nähe der L 562.
Trupbach verfügt über eine Feuerwehr und die in der Nähe gelegene evangelische Auferstehungskirche. In der Ortsmitte gibt es einen Kindergarten, eine Turnhalle und einen Sportplatz sowie einen zweiten etwas weiter nördlich außerhalb des Ortes. Die Bürger Trupbachs werden im benachbarten Seelbach bestattet.
Im ÖPNV verkehrt durch den Ortskern stündlich die Linie C117, welche von Siegen nach Trupbach fährt. Des Weiteren gibt es auf der C117 ein TaxiBus-Angebot, welches auf Bestellung von Siegen kommend durch die westlichen und südlichen Wohngebiete bis nach Seelbach verkehrt. Zudem wird Trupbach durch die Regionalbuslinien R37, R38, R39 und R40 bedient, welche allesamt die außerörtlich gelegene Haltestelle „Trupbach Walzenweg“ an der L 562 sowie, mit Ausnahme der R38, die südlich gelegenen Haltestellen „Trupbach Kreuzung“ und „Trupbach Am Buberg“ bedienen. In Wochenendnächten verkehrt außerdem die Nachtbuslinie N4 stündlich zwischen Siegen und Freudenberg und hält dabei ebenfalls an der L 562 und den beiden südlich der L 562 gelegenen Haltestellen.

## Sehenswürdigkeiten

### Kapellenschule
Als nach 60 Jahren ein Neubau der Schule fällig wurde, wurde 1739 die noch heute erhaltene Trupbacher Kapellenschule errichtet. In den 1750er Jahren wurde für 12 Gulden eine neue Glocke gegossen. Im Jahr 1870 wurde die Kapellenschule umfassend umgebaut. Die Trennwand zwischen Schul- und Kapellensaal wurde entfernt, das Gebäude bekam große Fenster und die Eingangstür wurde verlegt. Teile der Fachwerkwand wurden erneuert. Unterrichtet wurde in der Kapellenschule noch bis ins Jahr 1928. Von 1776 bis etwa 1900 hing am Glockenturm eine Uhr, das Gebäude diente unter anderem auch zum Treffen von Sportvereinen und kirchlichen Aktivitäten. Danach wurden die Schüler im Neubau der „Scheidschule“ unterrichtet. Im Zweiten Weltkrieg richteten sich die Nationalsozialisten in der Schule ein. Das Gebäude wurde gegen Ende des Krieges stark beschädigt. Die Glocke musste bereits Jahre zuvor zum Einschmelzen abgegeben werden. Ab 1950 wurde die Dorfmitte wieder errichtet bzw. renoviert. Die 1870 angebrachte Verschieferung wurde entfernt, eine neue Glocke wurde von Nachkommen eines Trupbacher Auswanderers in die USA gestiftet. Heute ist die Kapellenschule im Besitz der Stadt, der örtliche Heimatverein kümmert sich um das Gebäude. Eine Mechanik lässt die Glocke tagsüber stündlich läuten.

## Vereine

### Schützenverein und Schützenfest
Die Schützengilde Alchetal wurde 1938 gegründet und betreibt seither in Trupbach Schießsport. Der Verein feierte 2013 sein 75-jähriges Jubiläum und zählte in diesem Jahr 195 Mitglieder. Er ist damit einer der größten Schützenvereine in Siegen.
Jährlich am ersten Wochenende im August findet das traditionelle Schützenfest mit ca. 1000 Besuchern statt. 
Alle 5 Jahre wird dieses Volksfest zusätzlich mit einem Festumzug durch Trupbach mit befreundeten Vereinen gefeiert. 2018 standen hier 13 Vereine mit insgesamt über 300 Teilnehmern und zahlreichen Festwagen und historischen Fahrzeugen in der Aufstellung.

### CVJM Trupbach
Der CVJM Trupbach wurde im Jahr 1884 gegründet und bildet mit der früheren ev. Gemeinschaft eine freikirchliche Gemeinde. Der örtliche CVJM-Posaunenchor stellte vor einigen Jahren seine Bläserarbeit ein.